# Luang Ngum
Luang Ngum werd koning van Sawa in 1316, na de dood van koning Praya Lang. Zijn officiële naam en titel: Somdetch Brhat-Anya Suvarna Kamabangsa Phragna Souvanna Kam Phong Rajadharani Sri Sudhana. 
Koning Praya Lang was kinderloos gestorven, daarom werd koning Luang Ngum door een groep nobelen gekozen. Hij had verscheidene vrouwen, waaronder Nang Kamnan een Cambodjaanse. Hij verbande zijn zoon koning Phi Fa omdat deze incest had gepleegd met Nang Kamnan. 
Koning Luang Ngum had zover bekend vijf zonen en vier dochters, waaronder:
- Prins (Chao Fa) Ngiao (Phi Fa)
- Prins (Chao Fa) Kham Hiao